# レオパレスリゾート・グアム
レオパレスリゾート・グアムは株式会社レオパレス21がグアム島に経営するリゾートホテル。正式名称はレオパレス・リゾート・マネンガンヒルズ・グアム、開業は1993年。ホテル業の他に賃貸住宅（デュープレックス）の賃貸業務、新規住宅の販売も行っている。

## 概要
グアム国際空港から約30分、グアム島中央部の丘陵に位置するリゾートホテル。施設内には、プール、ボウリング場、スパ、各種レストランがある。全36ホールのレオパレスリゾートカントリークラブがある。パンパシフィックスポーツセンターの中にはメジャーリーグ公認サイズの野球場、国際公式競技仕様の競泳用プール、サッカー場（3面）、ジムがある。2014年8月にラクエスタB（現在のクエストタワー）が190室オープンした。
サッカー場：東アジアサッカー選手権2010や東アジアカップ2013の会場として使われたことがある。またJリーグチーム等のシーズン前のキャンプ地として使われる例が多く、過去に以下のチームがキャンプを張ったことがある。
- ガンバ大阪（2002年 - 2011年、2013年）[1]
- 柏レイソル（2008年 - 2012年）
- ヴァンフォーレ甲府（2009年）
- コンサドーレ札幌（2009年 - 2012年）[2][3]
- 大宮アルディージャ（2009年 - ）[4]
- モンテディオ山形（2011年）
- U-23サッカー日本代表（2012年）[5]

競泳用プール：日本代表選手（競泳・シンクロ）が毎年利用する本格的な競技用プールと水深5mのダイビングプールがある。50mプールは全20コース、2003年バルセロナ世界水泳競泳日本代表から合宿拠点として利用されるようになった。2009年1月にはジュニアパンパフィフィック水泳選手権も開催された。日本水泳連盟の競泳、シンクロ、水球競技において、キャンプ地として利用されている。
野球場：両翼103m、センターバックスクリーンまで126m。全面に天然芝を採用。スコアボードや放送室、ダグアウト、6名用ブルペン、ピッチングマシーン、打撃ケージ、ナイター設備がある。2004年には読売ジャイアンツの春季キャンプ施設としても利用された。2005年からは韓国三星ライオンズのキャンプ施設として利用されている。

## 主な設備
- ゲストルーム　全618室
- フォーピークス「レガシータワー」(旧ラクエスタC)53室
- フォーピークス「トレジャータワー」(旧ラクエスタD)56室
- フォーピークス「ディスカバリータワー」(旧ラクエスタE)118室
- フォーピークス「クエストタワー」(旧ラクエスタB)190室
- レオパレスホテル(旧ホテルベルヴェデーレ)201室
- レオパレスリゾートカントリークラブ　36ホール
- 賃貸住宅（デュープレックス）　50戸

## 歴史
- 1993年 - レオパレスリゾート・グアムオープン

　　　　　　ラ クエスタC及びDがオープン
- 2001年 - コンドミニアム「ラ クエスタE」オープン
- 2003年 - ホテル「ベルヴェデーレ」、コンドミニアム『ラ クエスタB』がオープン
- 2005年 -「レオパレススパ」オープン
- 2014年 - ラ クエスタB、改装
- 2015年-ラ クエスタE、改装
- 2018年 - レオパレスホテル改装
- 2018年 - ホテル「ベルヴェデーレ」を「レオパレスホテル」に　コンドミニアム「ラクエスタ」を「フォーピークス」に名称変更
- 2020年 - コンドミニアム『フォーピークス』を賃貸化、新規宿泊予約受付はホテル棟のみに
- 2023年-コンドミニアム『フォーピークス』一部貸出再開(旧ラ クエスタB、D棟2ベッドルーム、E棟1ベッドルームのみ)